# Tobias Huch

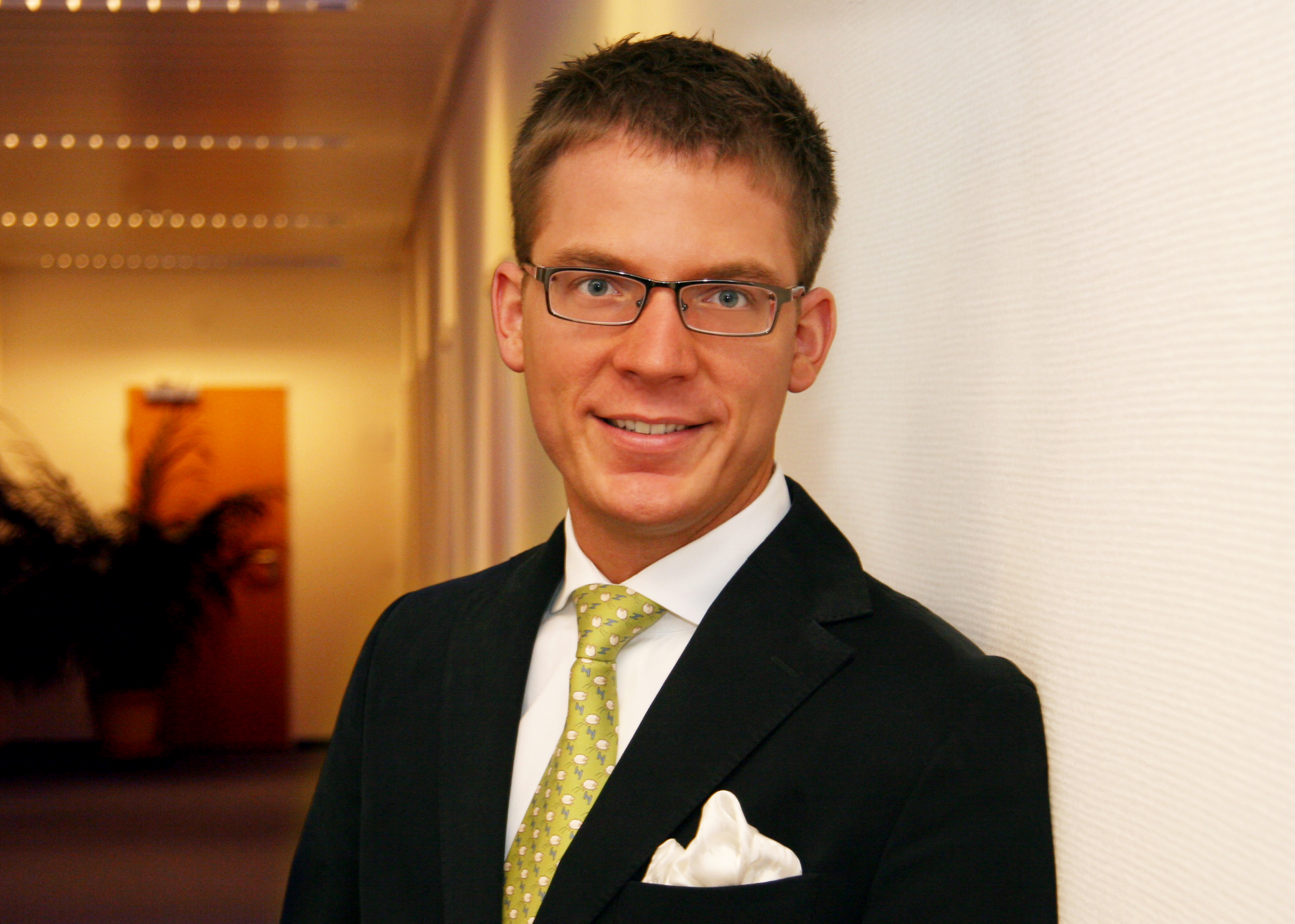
Tobias Huch (2009)

Tobias Christoph Huch (* 10. August 1981 in Mainz) ist ein ehemaliger deutscher Unternehmer. Er ist seit 2005 als Politiker (FDP) und seit 2014 auch als Aktivist der Flüchtlingshilfe, Journalist und Buchautor tätig.

## Unternehmerische Tätigkeit
Huch betrieb verschiedene Unternehmen, von denen manche bis 2018 existierten. Insbesondere in den Jahren bis 2010 brachte er sich und seine Unternehmen durch Hacks bzw. Hinweise auf Datenlücken und gerichtliche Verfahren oftmals ins öffentliche Gespräch.

### Altersverifikationssysteme
2000 gründete Huch mit 18 Jahren die Erodata GmbH. Diese betrieb das Altersverifikationssystem ueber18.de und firmierte später unter Resisto IT GmbH. Das Altersverifikationssystem wurde im Jahr 2007 laut Medienberichten von 180.000 deutschen Pornoseiten genutzt. Huch wurde mit seinem Unternehmen dreimal mit dem Eroticline Award ausgezeichnet: 2005 wurde ueber18.de als „bestes Jugendschutzsystem“ ausgezeichnet; 2006 erhielt Huch einen Ehrenpreis „für seinen Einsatz für die Branche“ und 2007 einen Ehrenpreis „für besondere Verdienste in der Zusammenführung Online/Offline“. Die Resisto IT GmbH wurde nach Eröffnung des Insolvenzverfahrens am 5. Juni 2013 aufgelöst.
Im Mai 2010 erwirkte Huchs Firma Resisto IT GmbH als Betreiber eines Altersverifikationssystems beim Landgericht Duisburg eine einstweilige Verfügung gegen den Pay-TV-Betreiber Sky Deutschland wegen mangelhaften Jugendschutzes, die dem Pay-TV-Sender untersagte, in bisheriger Form Filme zu verbreiten, die mit FSK 16 bzw. FSK 18 gekennzeichnet waren; Sky besserte deshalb Anfang August 2010 nach.

### Datenleaks und Hacking
Erste mediale Aufmerksamkeit erhielt Huch bereits 2001, als in den Medien darüber berichtet wurde, er habe sich ins Bundesjustizministerium eingehackt und habe in der Folge die damalige Justizministerin Herta Däubler-Gmelin sicherheitstechnisch beraten. Die Darstellungen beruhen allerdings weitgehend auf Huchs Angaben, es finden sich weder Bestätigungen noch Dementis über die Hergänge durch unabhängige Journalisten oder das Ministerium selbst.
Der Spiegel berichtete in den Ausgaben 41/2008 und 42/2008 über einen Datenskandal bei T-Mobile. Huch äußerte gegenüber dem Magazin, er sei im Jahr 2006 „zufällig und auf Umwegen“ in den Besitz großer Mengen an Kundendaten gelangt. Er meldete sich 2006 bei der Deutschen Telekom, die zu diesem Zeitpunkt bereits über die kursierenden Kopien ihrer Kundendaten informiert war. Im Oktober 2008 wurden die Geschäftsräume von Huchs Unternehmen Resisto IT GmbH kurz nach dem Bekanntwerden der Lücke in der Öffentlichkeit von der Staatsanwaltschaft durchsucht. Das Unternehmen galt als sogenannter „unverdächtigter Zeuge“. Die Datenbank wurde von Huchs Geschäftsrechner durch einen später hinzugezogenen Experten der Datenschutzaufsichtsbehörde gelöscht.
Im August 2010 machte Huch abermals ein Datenleck bekannt, diesmal bei der Drogeriemarktkette Schlecker.

## Politisches und gesellschaftliches Engagement

### FDP, Jungliberale und FDP-nahe Vereine
Huch war seit Januar 2011 Vorsitzender der Jungen Liberalen Rheinhessen-Vorderpfalz und seit August 2012 auch stellvertretender Landesvorsitzender der Jungen Liberalen Rheinland-Pfalz. Zudem war er Vorsitzender von FDP Liberté, einem FDP-nahen Verein, über welche die Anhänger unter anderem Ideen für den Wahlkampf entwickelten und sich über die Zukunft der FDP austauschten.
Zeitgleich mit seiner temporären Auswanderung nach London vollendete Huch 2016 sein 35. Lebensjahr, weshalb seine Funktionen bei den Jungliberalen endeten. In seinen Auslandsjahren war Huch etwas weniger politisch präsent und lenkte insbesondere seinen Fokus auf den Umgang mit unterdrückten Ethnien wie den Kurden und Jesiden, denen inzwischen auch sein Engagement als Flüchtlingshelfer galt. So kritisierte er am 26. April 2019 auf einem FDP-Parteitag den als Ehrengast anwesenden Aiman Mazyek, Vorsitzender des Zentralrats der Muslime.
Bei der Bürgerschaftswahl in Bremen 2023 trat er im Wahlbereich Bremen auf dem Listenplatz 16 von 20 für die FDP an. Huch erzielte mit 2080 Personenstimmen (entsprechend 416 Wählern) die zweitmeisten Personenstimmen aller FDP-Kandidaten, verpasste aber den Einzug in die Bürgerschaft.

### Politischer Aktivismus
Huch, seit 2020 in Bremen wohnhaft, gehörte, neben Cem Özdemir und Michael Blume, zu den Erstunterzeichnern einer Petition vom 25. Juli 2021 an den Deutschen Bundestag, den Völkermord an den Jesiden durch den Islamischen Staat im Jahr 2014 anzuerkennen.

### Diplomatischer Dienst
Tobias Huch berichtete in diversen Medien davon, dass er ehrenamtlich als Attaché der Ständigen Vertretung Liberias in Genf tätig sei. Ferner berichtete Tobias Huch, dass er die Ständige Vertretung „von der Akkreditierung über Stempel bis zum Telefonanschluss und dem Briefpapier“ „aufgebaut“ habe.

### Flüchtlingshilfe
Gemeinsam mit dem im kurdischen Erbil ansässigen Gastronomen Gunter Völker gründete Huch im August 2014 die Initiative Wasser für Flüchtlinge in Kurdistan, die Trinkwasser an die Flüchtlinge in der Autonomen Region Kurdistan (Nordirak) ausliefert. Fast zeitgleich gründete Huch zusammen mit Burkhardt Müller-Sönksen den gemeinnützigen Verein Liberale Flüchtlingshilfe (LIBERAID). Die Liberale Flüchtlingshilfe sammelt Geld für Trinkwasser, Medikamente, Babynahrung und Decken, um Flüchtlinge in der Autonomen Region Kurdistan, im Irak und in Rojava (Nordsyrien) zu versorgen. Die Initiative lieferte bis Ende 2022 über 1.750 Kubikmeter Trinkwasser aus.
Da sich Huch zur Gründungszeit von Initiative und Verein im Nordirak befand, gehört er zu den ersten Zeugen des Völkermords an den Jesiden, für die er sich seither einsetzt. Neben dem Nahen Osten ist Liberaid insbesondere in Liberia und Malawi, seit dem Russischen Angriffskrieg auf die Ukraine 2022 auch in der Region Odessa tätig.
Da Huch den wegen salafistischer Ideologie und verfassungsfeindlicher Bestrebungen am 5. Mai 2021 verbotenen Düsseldorfer Verein Ansaar International stets heftig kritisierte und sich überdies für Israel und die Opfer des IS einsetzte, wurde er zunehmend von Salafisten mit dem Tod bedroht. Nachdem seine Mainzer Privatadresse geleakt worden war und er mehrfach von Islamisten und Grauen Wölfen bedroht worden war, zog er 2016 um nach London, wo er bis 2020 lebte.

### Journalismus
Seit 2017 schreibt Huch regelmäßig für das Nachrichtenportal Yahoo News. Einer seiner Artikel erschien am 20. Dezember 2017 in englischer Übersetzung unter dem Titel Germany ‘Judenrein’? in der Jerusalem Post. Ebenso schreibt Huch für die Jüdische Allgemeine. Am 12. November 2023 berichtete er unter dem Titel Israel: Das Grauen sichtbar gemacht über die Vorführung von Aufnahmen des Terrorangriffs der Hamas auf Israel vom 7. Oktober in Jerusalem.

### Schriftstellerische Betätigung
Neben seinem Buch über Kurdistan lieferte Huch im Jahr 2018 auch die erste „moderne“ Übersetzung der Jefferson Bible aus dem frühen 19. Jahrhundert ins Deutsche:
- Kurdistan. Wie ein unterdrücktes Volk den Mittleren Osten stabilisiert. Riva Verlag, 2018, ISBN 978-3-7423-0427-8.
- Thomas Jefferson, Die Jefferson-Bibel. Der wahre Kern des Neuen Testaments. rivaVerlag, 2018, ISBN 978-3-7423-0572-5 (Übersetzt aus dem Englischen von Tobias Huch)

Peter Ansmann kam bei den Ruhrbaronen zu dem Schluss, Huchs Kurdistan-Buch biete „umfangreiche Hintergrundinformationen um den Konflikt zwischen der Türkei und der kurdischen Minderheit zu verstehen“ und sei daher „lesenswert“. Er verweist darauf, dass die klaren Aussagen, die der Autor treffe, ihm nicht nur Freunde machten, sondern auch dafür gesorgt hätten, dass die zweite Strafkammer in Ankara Huch wegen dessen Kritik am türkischen Präsidenten Erdoğan als „Terrorunterstützer“ eingestuft habe und sein Twitter-Account in der Türkei gesperrt sei. Ansmann vermutet auch, dass es zahlreiche Trolle aus dem Dunstkreis der türkischen AKP und der Grauen Wölfe gibt, die das Buch auf Amazon „niederwerten“.
Insbesondere die Tatsache, dass es sich um ein „politisches“ Buch handele, ferner seine Aktualität hebt Tichys Einblick zufolge Huchs Buch positiv von Günther Deschners 2003 erschienenen Buch Die Kurden ab. Der Autor bringe „Licht in historische und familiäre Zusammenhänge, die zur heutigen Politik wurden.“
Ali Ertan Toprak, Bundesvorsitzender der Kurdischen Gemeinde Deutschland, zählt das Buch „zu den Standardwerken über den Nahen und Mittleren Osten“. Das Werk belege, dass sein Autor „zu den besten Kurdistanexperten“ gehöre. Mitte 2016 wurde Huch von Ali Ertan Toprak in den Beirat der Kurdischen Gemeinde Deutschland berufen.

## Kontroversen

### Jugendschutz und Onlinepornografie
Im Jahr 2003 wurde der Jugendmedienschutz-Staatsvertrag (JMStV) beschlossen, der Anbieter zu einer schärferen Kontrolle von jugendgefährdenden Inhalten verpflichtete. In § 4 des JMStV heißt es, dass jugendgefährdende Inhalte von Onlineanbietern nur an erwachsene Benutzer verbreitet werden dürfen. Als Reaktion darauf entwickelte das Düsseldorfer Unternehmen Coolspot AG ein Altersverifikationssystem, das auf dem Postident-Verfahren der Deutschen Post AG basierte und den neuen Anforderungen genügte. Die Coolspot AG klagte gegen die Resisto AG, welche ein weniger zuverlässiges Altersverifikationssystem anbot, auf Unterlassung. Der Bundesgerichtshof (BGH) untersagte daraufhin im Jahr 2007 der Resisto AG den Betrieb ihres Altersverifikationssystems, woraufhin Tobias Huch als Geschäftsführer des Unternehmens Klage erhob und bis vor das Bundesverfassungsgericht zog, um gegen die in seinen Augen verfassungswidrige Gesetzeslage bezüglich Onlinepornografie vorzugehen.
In der medialen Berichterstattung zu den zahlreichen Gerichtsprozessen wurde Tobias Huch mit der Aussage wie „Pornos sind Grundrecht“ oder „Bisher gibt es keinen Beleg dafür, dass einfache Pornografie Minderjährigen schadet“ zitiert. Nach eigenen Angaben hatte Huch bis zum Jahr 2007 bereits 1,5 Millionen Euro in Gerichtsprozesse investiert, um das Altersverifikationssystem weiterhin 180.000 deutschen pornographischen Websiten anbieten zu können.
Während der BGH argumentiert hatte, dass das von der Resisto AG angebotete Verfahren nicht den Auflagen des Jugendmedienschutz-Staatsvertrags genügte, argumentierte Tobias Huch, dass „instinktorientierte Online-Angebote“ ohnehin im Internet frei zugänglich seien. Das Bundesverfassungsgericht erklärte, dass sich durch den JMStV der Zugang zu Onlinepornografie für Minderjährige durch die geltende Gesetzeslage zwar nicht gänzlich verhindern, jedoch deutlich verringern ließe, und wies die Klage ab.

### Rushh Drive 2008
Tobias Huch war Teilnehmer des „Rushh Drive“. Bei dieser als „Luxuswagentour“ beschriebenen Rallye planten wohlhabende Sportwagenbesitzer eine gemeinsame Ausfahrt von Hamburg nach München und dann in weitere, ungenannte Städte. Nachdem die Stadt Hamburg den Start der Rallye verboten hatte, wurden die Fahrzeuge nach München verlegt. Vor der nunmehr geplanten Fahrt nach Düsseldorf griff die Polizei am 22. Mai 2008 ein, verbot die Veranstaltung und beschlagnahmte 63 Fahrzeuge. Die Polizei begründete den Zugriff mit negativen Erfahrungen mit ähnlichen Veranstaltungen wie dem Gumball 3000, Cannonball 8000, deren Teilnehmer durch Regelverstöße aufgefallen waren.
Die Münchener Polizei erklärte die Fahrzeuge erst am 25. Mai wieder den Eigentümern wieder auszuhändigen. Während diese Ankündigung bei mehreren Teilnehmern der Rallye Unmut auslöste, kündigte Tobias Huch an, gegen die polizeilichen Maßnahmen zu klagen. Ein von Huch initiiertes Eilverfahren wurde jedoch abgewiesen, auch in der Hauptverhandlung wurde diese richterliche Entscheidung durch das Verwaltungsgericht München bestätigt.
Tobias Huch kommentierte das Urteil kritisch und erklärte, dass das Gericht voreingenommen gewesen wäre. Aus diesem Grund habe er dem Verfahren nicht beigewohnt und werde notfalls beim Bundesverwaltungsgericht Rechtsmittel einlegen. Huch erklärte, er wolle die Zahlung eines „symbolischen Schadenersatzes“ von 10.000 Euro erreichen. Huchs Klage wurde vom Bundesverwaltungsgericht jedoch nicht zur Entscheidung angenommen.

### Mediale Kritik
Frédéric Valin schrieb am 25. Februar 2011 in der taz, zu Huchs „Weg zum Erfolg“ gehörten die Medien, er habe auf diesem Weg „sich oft ins Fahrwasser aktueller Kontroversen begeben“. Dabei fiel Valin eine große Diskrepanz innerhalb der Medien und des Internets zwischen einerseits Überhöhungen der Person Huchs, die von ihm selber gestreut worden zu sein schienen, zu sehr stringent negativen Ausführungen, insbesondere auf nur temporär im Netz stehenden Websites, die zu diesem Zeitpunkt eher von abgemahnten Konkurrenten oder andersartigen Hatern des damaligen Unternehmers denn von Islamisten gekommen sein müssten, auf.
Die Süddeutsche Zeitung brachte am 1. April 2015 unter dem Titel Politiker in den sozialen Medien: Selfie-Time für Twitter-Könige, die ultimativen Top Ten deutscher Politiker auf Facebook, Twitter und Google+ in glossenhaftem Stil ein angeblich auf einer quantitativen Analyse eines Online-Dienstes basierendes, entsprechendes Ranking heraus, in dem sich Huch hinter Angela Merkel, Gregor Gysi, Martin Schulz, Martin Sonneborn und Peer Steinbrück, aber noch vor Sahra Wagenknecht, Sigmar Gabriel, Hannelore Kraft und Peter Altmeier auf Platz 6 fand – also inmitten von 8 damaligen Spitzenpolitikern und einem ins Europaparlament gewählten Satiriker. Zu Huch heißt es, er habe „so viele Merkwürdigkeiten in seinem (bis dato) jungen Leben angehäuft, dass es möglichen Schwiegermüttern schlaflose Nächte bereiten müsste“. Wie auch Valin in der taz verweist die Süddeutsche, die Huchs Aufschlagen in der Liste mit 104.000 Facebook-Fans begründet, dabei insbesondere auf Huchs Wikipedia-Artikel (zum jeweiligen Zeitpunkt).

### Öffentliche Kontroversen
Im Februar 2011 organisierte Huch eine inoffizielle Kampagne auf Facebook unter dem Titel „Gegen die Jagd auf Karl-Theodor zu Guttenberg“, als der damalige Bundesminister der Verteidigung in der Plagiatsaffäre wegen seiner Dissertation unter Beschuss stand.
Während des Wahlkampfs zur Landtagswahl in Nordrhein-Westfalen 2012 erschien eine Karikatur des Wappens von Nordrhein-Westfalen auf der Facebook-Seite der FDP-nahen Diskussions- und Aktionsplattform FDP Liberté. Verantwortlich waren Huch und Hasso Mansfeld. Auf dem umgestalteten Wappen ersetzte im roten Feld ein „Pleitegeier“ das springende Ross, darunter der Parteiname SPD; auf der anderen, grünen Seite war eine stilisierte Autobahn mit Tempo-120-Schild und dem Logo von Bündnis 90/Die Grünen zu sehen. „Damit kritisiere ich satirisch die Schuldenpolitik der SPD und die Verkehrspolitik der Grünen in NRW“, kommentierte Huch, als der SPD-Politiker Björn Seelbach im September 2012 Anzeige gegen FDP Liberté wegen Verunglimpfung eines Landessymbols erstattete. Mit der Anzeige handelte sich Seelbach einen Shitstorm im Internet ein, in dem ihm Humorlosigkeit und Missachtung der Meinungsfreiheit vorgeworfen wurden.

### Verurteilung wegen Steuerhinterziehung
Am 7. Mai 2012 wurde Huch vom Landgericht Koblenz wegen Steuerhinterziehung zu einer Freiheitsstrafe von einem Jahr und drei Monaten verurteilt, deren Vollstreckung zur Bewährung ausgesetzt wurde. Das Gericht stellte fest, dass er als faktischer Mitgeschäftsführer von Deutschland aus ein schweizerisches IT-Unternehmen geleitet habe, jedoch die von 2004 bis 2007 in Deutschland anfallende Umsatzsteuer von insgesamt rund 800.000 Euro hinterzogen hatte. Zusätzlich musste Huch als Bewährungsauflage 75.000 Euro zahlen. Das Urteil ist rechtskräftig, da die Staatsanwaltschaft und Huch auf Rechtsmittel verzichteten. Huch erklärte nach dem Urteil, dass er sich nicht persönlich bereichert habe und die Verteidigung zum Schutz seiner Familie, seines Umfeldes und seines Unternehmens abgebrochen habe.
Im Jahre 2017 verurteilte das Landgericht Koblenz Tobias Huch erneut wegen Steuerhinterziehung, diesmal für ein Jahr und sechs Monate auf Bewährung.

### „Die Zivilisten in Gaza sind nicht unschuldig“, 2024
Während des auf den Terrorangriff der Hamas auf Israel folgenden Kriegs in Israel und Gaza veröffentlichte Tobias Huch in der Jüdischen Allgemeinen einen Meinungsbeitrag, der laut Huch von der Jüdischen Allgemeinen – nicht durch ihn – die Überschrift „Die Zivilisten in Gaza sind nicht unschuldig“ erhielt. Darin gab er der Zivilbevölkerung im Gazastreifen eine „kollektive Verantwortung“ für die Taten der islamistischen Terrororganisation Hamas und das Massaker vom 7. Oktober 2023. Er verwies darauf, dass Zivilisten aus Gaza „ihre jüdischen Gast- und Arbeitgeber aber für die Hamas ausspioniert“ hätten und sie informiert hätten, „wie sie Sicherheitshürden überwinden konnten und was die »lohnendsten« Ziele“ seien. Ferner hätten sie am 7. Oktober „gemeinsam mit den Terroristen gemordet, vergewaltigt, gefoltert und entführt“. Huch verwies überdies auf eine Umfrage, der zufolge rund zwei Drittel der Gaza-Bewohner die Verbrechen am 7. Oktober unterstützen würden.
Der jüdische Journalist Ronen Steinke, rechtspolitischer Korrespondent bei der Süddeutschen Zeitung, zeigte sich am 21. Januar 2024 in einer ebenfalls in der Jüdischen Allgemeinen erschienenen Erwiderung irritiert, wie die Jüdische Allgemeine dazu komme, „eine derart menschenverachtende Polemik ins Blatt zu heben“, „mit der unausgesprochenen Konsequenz, dass diese ganze Bevölkerung von mehr als zwei Millionen Menschen“ zum legitimen Kriegsziel erklärt werde.
Am 22. Januar 2024 distanzierte Huch sich von der Überschrift „Die Zivilisten in Gaza sind nicht unschuldig“. Sie stamme nicht von ihm. Huch erklärte zuerst auf seinem YouTube-Kanal, seine Eltern seien infolge der Debatte über seinen Artikel bedroht worden. Er erkenne inzwischen die Überschrift als einen Stein des Anstoßes und sie stamme aber nicht von ihm. Er habe dem Artikel den Titel „Die Zivilisten in Gaza“ gegeben. In einem weiteren Video äußerte er, er habe den Artikel bereits am 10. Dezember 2023 geschrieben. Die Jüdische Allgemeine reagierte ebenfalls, änderte den Artikeltitel in „Die Menschen in Gaza“ und entfernte den Halbsatz „(die Zivilisten,) die für die Verbrechen der Terroristen zu Unrecht büßen müssen und Israels Bomben ebenso ohnmächtig ausgeliefert seien wie der Willkür ihrer Hamas-Herrscher.“ Man habe die Textpassage entfernt, da sie „bei manchen Leserinnen und Lesern den Eindruck erweckte, der Kommentar befürworte das Leid der Palästinenserinnen und Palästinenser im Gazastreifen.“ Die Passage über eine kollektive Verantwortung der Zivilbevölkerung in Gaza für die Taten der Hamas blieb in der Neufassung enthalten. Im erwähnten Youtube-Video erläuterte Huch den Unterschied zwischen „Schuldig“ und „Verantwortung“ am Beispiel des Nationalsozialismus in Deutschland.